# Antônio da Silva Prado
Antônio da Silva Prado, o Consejero Antônio Prado (São Paulo, 25 de febrero de 1840 — Río de Janeiro, 23 de abril de 1929) fue un abogado, agricultor, político y empresario brasileño. Estuvo directamente envuelto en la elaboración de la Ley de Sexagenários y la Ley Áurea.

## Biografía
Hijo de Martinho da Silva Prado y de Veridiana Valéria da Silva Prado, miembros de la aristocracia cafetera paulista, su sobrenombre fue Antonico. Su madre, Veridiana, era hija de Antônio da Silva Prado, el Barón de Iguape (en portugués: Barão de Iguape) quien tuvo una importante participación en la creación del barrio paulistano de Higienópolis. Su padre era tío de su madre.
Se graduó de la Facultad de Derecho de São Paulo en 1861 y estudió una especialización París, Francia. Ocupó el cargo de jefe de policía en São Paulo y luego los de diputado provincial de São Paulo (1862-1864) y diputado federal (en esa época el cargo era denominado como "diputado general") por el estado de São Paulo entre 1869 y en 1872 como representante del Partido Conservador. El "Consejero" publicaba sus opiniones en el órgano del Partido Conservador, el Correio Paulistano, que pasó a ser de su propiedad en 1882 y que luego se convirtió en órgano del Partido Republicano Paulista al cual él se afilió.
En 1878, fue inspector especial de tierras y colonización de la Provincia de São Paulo. Fue partidario de la abolición de la esclavitud e incentivó la inmigración italiana al Brasil siendo uno de los fundadores de la "Sociedad Brasileña de Inmigración". Fue también ministro de relaciones exteriores en 1888. También tuvo dos breves periodos como ministro de agricultura, comercio y obras públicas en los que actuó como incentivador del tendido de vías férreas habiendo autorizado, durante sus periodos, la construcción de muchas vías férreas en el país. 
Como ministro de agricultura, en 1885, (ver Gabinete Cotegipe), participó de la elaboración y suscribió, junto con la Princesa Isabel, la Ley Saraiva-Cotegipe, también llamada Ley de Sexagenarios que establecía la abolición gradual de la esclavitud en Brasil mediante el pago de una indemnización a los propietarios de esclavos. En 1886 se convirtió en senador y en Consejero del Imperio en 1888. En ese rol formó parte del Gabinete João Alfredo que elaboró el proyecto de la Ley Áurea. Cuando se sancionó la abolición de la esclavitud, el "Correio Paulistano" resaltó el trabajo de Antônio da Silva Prado en pro de dicha campaña:  

"El eminente estadista, gloria inmortal de la provincia de São Paulo, cuando regresó de las campañas del parlamento brasileño, llamó a la batalla, reunió a su ejército y, como adiestrado generalísimo de la tribuna y de la prensa, dio comienzo a un asombroso combate cuya victoria no tardó en declararse en favor de las huestes guerreras que al frente llevaba la bandera blanca de la abolición. Honra, entonces, al señor consejero Antônio da Silva Prado."

Cuando murió en Río de Janeiro, en 1929, su hijo Antônio da Silva Prado Júnior era el alcalde de la ciudad. Fue sepultado en el Cementerio de la Consolación en São Paulo.

## Primer Alcalde de São Paulo
Durante la República, perteneció al Partido Republicano Paulista. Tomó posesión del cargo de intendente de São Paulo el 7 de enero de 1899, siendo el primer gobernante del municipio en recibir el título de "Alcalde" (en portugués: "prefeito"). Su mandato duró hasta el 15 de enero de 1911, lo que lo convierte en el alcalde que más tiempo tuvo el cargo. 
Procuró modernizar la ciudad a través de la construcción de puentes y el relleno de llanuras inundables que, en periodo de lluvias, impedían la comunicación entre varias zonas de la ciudad. Durante su mandato, en 1900, inició la implantación de la energía eléctrica en la ciudad gracias a una usina hidroeléctrica construida en Santana de Parnaíba a través de la empresa canadiense The Sao Paulo Light & Power, ocupaba el sitio del actual centro comercial del mismo nombre. Con la instalación de la energía eléctrica, la empresa empezó a operar tranvías eléctricos en la ciudad que sustituyeron a los tranvías impulsados por animales.
Despué sde dejar la prefectura, dejó la política regresando a ella sólo para fundar, en 1926, el Partido Democrático, prestando su prestigio político a la nueva agrupación.

## Cafecultor, banquero y empresario

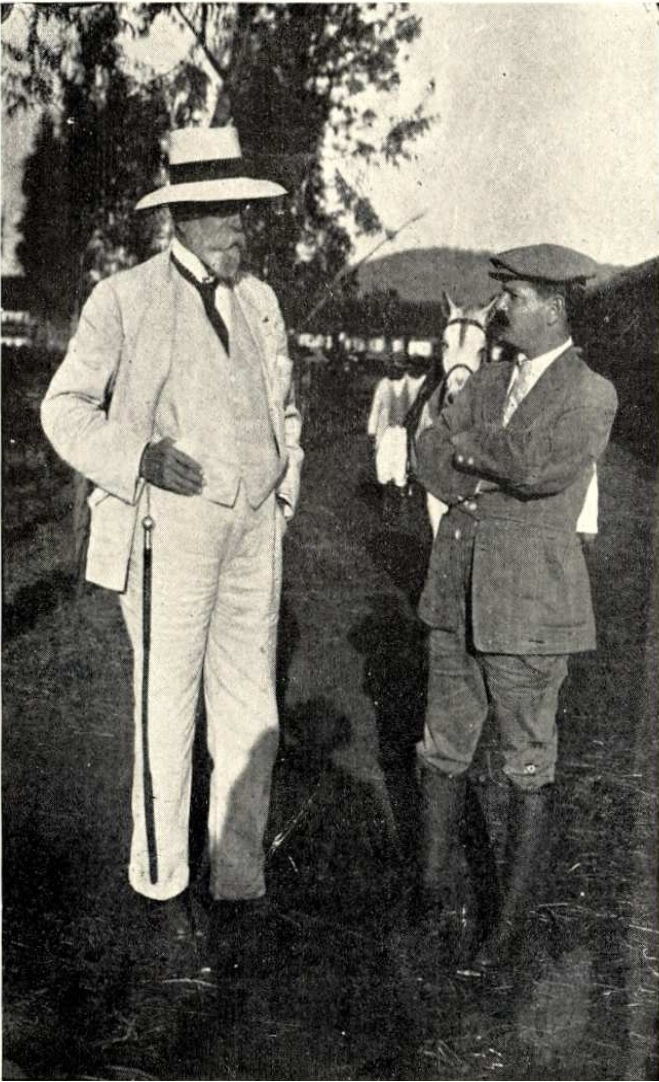
El consejero Antonio Prado y el ingeniero agrónomo Edmundo Navarro de Andrade, en 1918.

Antônio da Silva Prado y su hermano Martinho Prado Júnior (llamado "Martinico Prado") fueron colonos de la región de Ribeirão Preto adquiriendo la hacienda São Martinho (en la actual Pradópolis) y formando la hacienda Guatapará. En esta hacienda se alojó el rey de Bélgica Alberto I, en septiembre de 1920. Adicionalmente era propietario de la hacienda Santa Veridiana ubicada en el actual municipio de Santa Cruz das Palmeiras. Creó también el balneario de Guarujá que resultó ser un emprendimiento pionero para su época.
Antônio da Silva Prado fue propietario del Banco do Comércio e Indústria do Estado de São Paulo, conocido luego como el Banco Comind. Asimismo, fue propietario de la Vidraria Santa Marina y de un frigorífico en Barretos y fundador de la Companhia Paulista de Estradas de Ferro que se dedicó principalmente al transporte de café y carne.
En diciembre de 1921, Antônio da Silva Prado envió una carta al presidente de la república Nilo Peçanha protestando contra el proyecto de ley de valorización del café. La carta tuvo gran repercusión en la prensa y, en enero de 1930, fue citada por Getúlio Vargas en su discurso de lanzamiento de su candidatura a la presidencia. En esa carta señaló al presidente que la política de valorización del café (financiamiento del Gobierno Federal para retener sacos de café con la finalidad de aumentar su precio) es desconocer el mercado. Lo que se necesitaba, según da Silva Prado, era aumentar la base laboral, disminuir los costos de producción y de transporte y que el gobierno aporte más capital y formación profesional, entre otras medidas.